# سيرغي ديودوني ييو
سيرغي ديودوني ييو (بالفرنسية: Serge Dieudonné Yeou)‏ ممثل ومخرج ومنتج من دولة بنين أشهر أعماله فيلم جيلو- الجرف (بالفرنسية: Guélou-Le Précipice)‏ الذي رشح لجوائز السنيما الفرنكوفونية لسنة 2013 عن فئة الأفلام المطولة.

## مسيرته
بدء سيرغي ييو مسيرته في مجال السنيما في مطلع الألفية الثانية 2000، عندما التقى بالصدفة بالمخرج سيفرين أكاندو في عرض لفلورينت هيسو- «آيسي -Ayessi»، طلب هيسو من سيرغي أن يمثل في إحدى مسلسلاته باسم «لورنس»، ولكنه لم يعرض لوفاة أكاندو خلال العمل.
اكتسب سيرغي ييو خلال ذلك شغفا بالعمل السنيمائي، فقرر مع أصدقاءه من شركة «عزيزة بلس - Aziza plus» لعرض فيلمه باسم «سينامي - Sènami» بمساعدة آلان فور. أدى نجاح هذا الفيلم لدفع سيرغي أن يتدرب كمخرج ومصمم غرافيك في غانا مما ساعده على إنشاء شركة إنتاج باسم Dys Production. قام من خلال مؤسسته بالتعامل مع العديد من الشركات.
في خطوة غير متوقعة، خلال انتخابات ممثلي الفنانيين والمنظمين الثقافيين، انسحب سيرغي ودعى الناخبيين لاختيار منافسه كلود بالوغون.

## أعماله[3]
قام سيرغي ييو بالتمثيل واخراج العديد من الأفلام أبرزها:
- جيلو-الجرف «Guélou-Le Précipice»: بطولة كوفي غاو، سباستيان دافو، ألغوبين دين.
- انعدام الأمن، أم كل الرذائل «Insécurité mère de tous les vices».
- الموسم الأول والثاني من مسلسل السيد الرئيس «Monsieur le Président».

## روابط خارجية
- الحساب الشخصي لسرغي ييو على الفيسبوك.
- الحساب الشخصي لسرغي ييو على فياديو.
- ملف سيرغي ييو على موقع Africultures.